# Puente Europa
El Puente de Europa (en alemán: Europabrücke) es un viaducto de 777 metros que abarca  657 metros sobre el valle Wipp justo al sur de Innsbruck, en el estado de Tirol, Austria. La Autobahn A13 Brenner (ruta europea E45) pasa por él sobre el río Sill, y forma parte de la ruta principal desde el oeste de Austria a Italia a través de Tirol del Sur y a través de los Alpes. También es parte de la ruta principal entre el sureste de Alemania y el norte de Italia.
La distancia más larga entre apoyos es de 198 m. Construido entre 1959 y 1963, fue una vez el puente más alto de Europa, pues se eleva 190 metros (620 pies) sobre el suelo. El Viaducto Italia le arrebató este título en 1974.

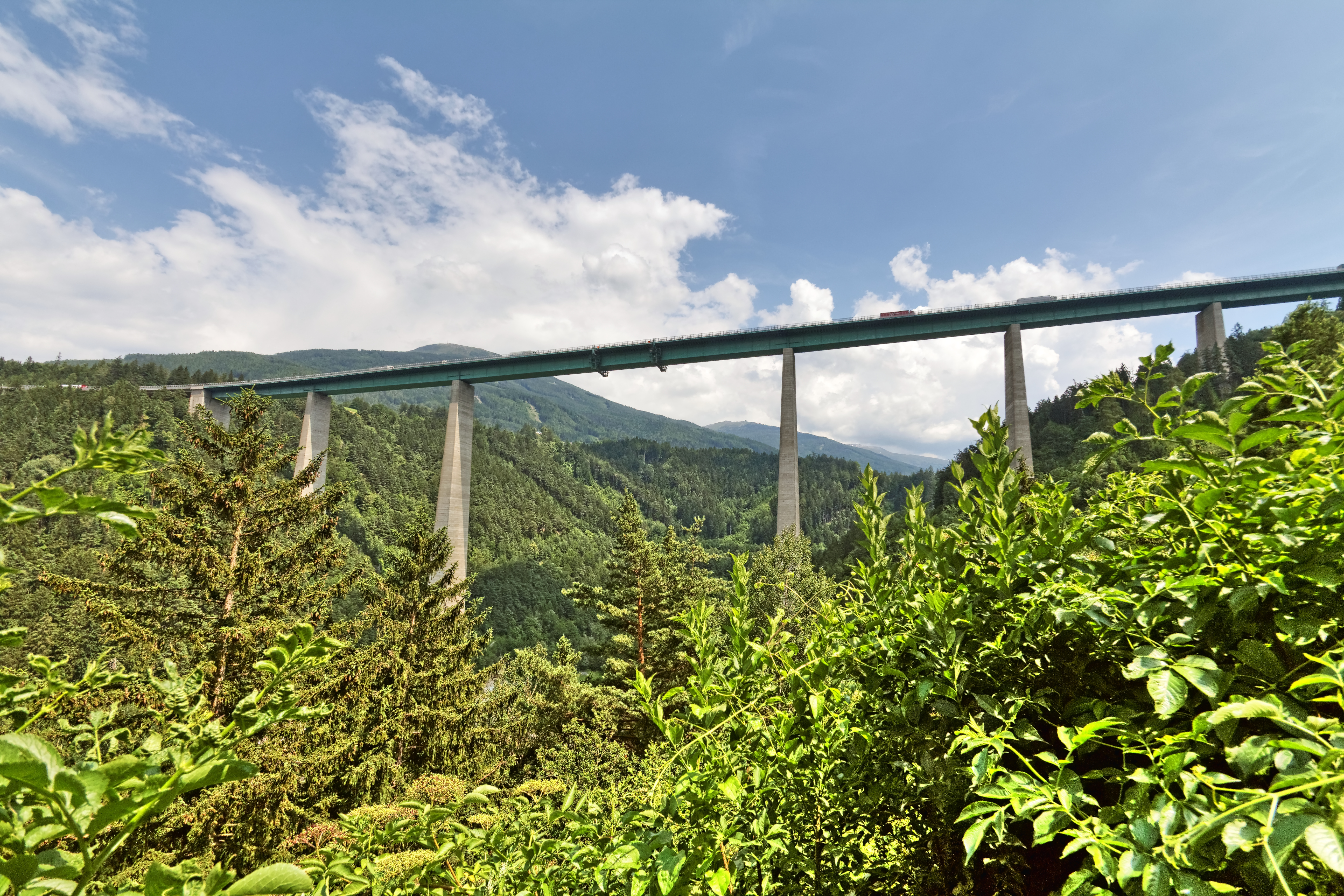
Puente Europa 2013